# Satiboukha
Satiboukha ou Sassy-Bouka (mongol : Сатибуха, Satibukha ; kazakh : Сасы Бұқа хан, Sasy Büqa han) est le 5e khan de la Horde blanche, d'environ 1310 à 1320 ou 1321. Succédant à son père Bayan Khan, dont il est le second fils, il est remplacé par son propre fils Ilbassan.